# ديب فريز
ديب فريز (بالإنجليزية: Deep Freeze)‏ هو برنامج تجميد انظمة التشغيل ويعمل على منصات مايكروسوفت ويندوز وأو إس عشرة وتوزيعات سوزه لينكس.

## وصلات خارجية
- الموقع الإلكتروني
- حل مشكلة اختفاء ايقونة الديب فريز